# USS McGowan (DD-678)
El USS McGowan (DD-678) fue un destructor clase Fletcher de la Armada de los Estados Unidos, recibió su nombre en honor al almirante Samuel McGowan (1870-1934).
El USS McGowan fue puesto en grada el 30 de junio de 1943 en el astillero Federal Shipbuilding and Drydock Company, Kearny, Nueva Jersey. El 14 de noviembre de 1943 fue botado siendo amadrinado por la Sra. Rose McG. Cantey, hermana del almirante McGowan, y asignado el 20 de diciembre de 1943, bajo el mando del Comandante James B. Weller.

## Segunda Guerra Mundial
Completada su formación, llegó a tiempo para participar en la Campaña de las Marianas, el USS McGowan llegó a Roi, una de las islas del atolón Kwajalein, el 31 de mayo de 1944. Diez días más tarde navegó con la Task Group 52,17 (TG 52,17) rumbo a Saipán. El 14 de junio protegió las naves durante los bombardeos. Al día siguiente, durante la invasión de Saipán añadió fuego de apoyo a sus deberes, bombardeando un depósito de combustible y emplazamientos de artillería que ponían en peligro las fuerzas que se encontraban en la playa. Al ampliar la cabeza de playa, el USS McGowan siguió prestando apoyo a las fuerzas de asalto contra el acoso de los disparos de las baterías, hasta el día 23, que se retiró a Enewetak. Asignado al TG 53,1 protegió a los transportes de tropas camino de Guam, participó en las operaciones iniciales de la batalla de Guam. De regreso a Saipán se reunió con la TG 52,17 durante la batalla de Tinian durante conquista de las Islas Marianas.
A finales de julio él fue asignado al TG 32,2 zarpando rumbo a Guadalcanal el 8 de septiembre para prepararse para el asalto anfibio en Peleliu. El día 15 llegó junto con los transportes al este de Peleliu. El McGowan se mantuvo en esa zona hasta el 17 de septiembre cuando, con su grupo de transporte se trasladó hacia la isla Angaur. 
El destructor navegó hacia el sur hasta la isla de Manus, el área de preparación para la próxima operación Leyte. El 11 de octubre se puso en marcha, protegiendo las LST y las lanchas de desembarco de la Séptima Flota en Leyte. El 20 de octubre, durante el asalto a Dulag, se desempeñó como director de combate de los aviones que cubren los desembarcos. En las primeras horas del día 25 participó junto con el Escuadrón de Destructores 54, atacando a las fuerzas navales japonesas, debilitándolas mientras navegaban por el Estrecho de Suriago donde fueron derrotadas por el almirante Jesse B. Oldendorf y su línea de batalla.
Dos días después el McGowan estaba en marcha rumbo a Hollandia, desde donde protegía los convoyes a Filipinas hasta después de los desembarcos en Mindoro, en diciembre. El 11 de enero de 1945, navegó hasta el golfo de Lingayen, para participar en la Batalla de Luzón. Formó parte de la barrera antiaérea frente a la cabeza de playa en San Fabián, durante esta misión, tendría que protegerse de los ataques kamikaze por parte de aviones suicidas de la Japanese Special Attack Units. 
A finales de mes se incorporó a la Quinta Flota Task Force 58, (denominada más tarde Tercera Flota TF 38). Navegaron a toda máquina hacia el norte, y a mediados de febrero llegaron a Honshū, para a continuación, fijar rumbo sur, como apoyo en la Campaña de Iwo Jima, y en marzo regresaron a Japón. A lo largo de abril y mayo se prestó apoyo a las tropas que combatían en Okinawa y atacó objetivos militares e industriales del enemigo desde Formosa a Kyūshū. Tras reaprovisionarse en Filipinas a principios de junio, amplio su área hacia el norte y el 1 de julio atacó objetivos de Honshū, Hokkaidō y las Islas Buriles.
Después de los ataques en las Kuriles, el USS McGowan fue separado de la TF 38 y recibió la orden de regresar a la costa oeste para una revisión. El 14 de agosto, mientras se encontraba en Adak, Alaska, recibió la noticia de la rendición japonesa. Asignado a la Novena Flota puso rumbo de vuelta a Japón para el servicio de ocupación en la Base Naval de Ōminato. El 12 de octubre partió de Honshu rumbo a los Estados Unidos. A su llegada en noviembre se sometió a una revisión, y el 30 de abril de 1946, fue dado de baja y asignado al San Diego Group de la Flota de la Reserva del Pacífico.

## 1951 - 1960
A raíz del estallido de las hostilidades en Corea se requiere una expansión de la flota activa. El USS McGowan fue reactivado el 6 de julio de 1951 y en 1952 había transitado por el Canal de Panamá y asignado a la Flota del Atlántico. Partió de Newport, Rhode Island el 6 de septiembre y llegó a la base naval de Yokosuka, Japón el 20 de octubre. El 17 de noviembre, las siguientes operaciones con el TF 96 de Okinawa. Como una unidad de las Fuerzas Navales de la ONU navegando a lo largo de la costa este de Corea proporcionó fuego de apoyo a las tropas de la ONU. Finalizada su misión puso rumbo a los Estados Unidos, haciendo escala en varios puertos como, Buckner, Subic, Singapur, Calcuta, Adén, Suez, y Gibraltar, llegando a Newport el 11 de abril de 1953.
Una vez que llegó a su puerto base el USS McGowan comenzó a operar en la costa oriental, desplegándose una vez al año en el Mediterráneo, durante los siguientes siete años. Durante los despliegues de 1956 a 1958 estuvo involucrado en operaciones de mantenimiento de la paz en el Mediterráneo oriental. En la primavera de 1956 navegó por el área del Mar Rojo hasta Port Said, cuando las tropas británicas se retiraron del Canal de Suez, volviendo a Newport antes de la nacionalización del canal. Los siguientes acontecimientos ocurridos, en el otoño, fue la breve guerra entre británicos, franceses, e israelíes, contra las fuerzas egipcias. La tensión se mantuvo alta y mayo de 1957 el USS McGowan estaba de vuelta en el Mediterráneo. El día 22, junto, con otros tres destructores de la División de Destructores 202, se convirtió en el primer buque de guerra en cruzar el Canal de Suez desde su reapertura a los buques de máximo calado (9 de abril de 1957), después navegó por el Mar Rojo y el Golfo Pérsico para asegurar el paso de los mercantes estadounidense a Israel y Jordania.
Al final de la primavera de 1958, el USS McGowan regresó de nuevo a la zona oriental del Mediterráneo, Jordania y Líbano estaban siendo amenazados por continuos intentos de golpes de Estado. En julio, el presidente libanés Camille Chamoun pidió la ayuda de los Estados Unidos en asegurar la estabilidad de su gobierno, mientras que Jordania hizo una petición similar a Gran Bretaña. El día 15, la Sexta Flota se encontraba frente a la costa libanesa, mientras desembarcaban los Marines. Se mantuvo en Beirut hasta el día 20, realizó patrullas por toda la costa hasta el 1 de agosto, fecha en que se reanudaron las operaciones en el norte, y en septiembre puso rumbo a Newport, a donde llegoel día 30.

## Jorge Juan
En octubre de 1960 McGowan fue transfererido al Gobierno de España en un préstamo de 5 años renovables en los términos del Programa de Asistencia Militar nacido tras los acuerdos de 1953. El 30 de noviembre de 1960, llegó a Barcelona, y fue dado de baja en la Armada de Estados Unidos y el 1 de diciembre de 1960, fue dado de alta en la Armada Española, y es renombrado como Jorge Juan (45) en memoria de Jorge Juan y Santacilia, científico y marino español del siglo XVI. En 1961, se modificó su numeral de (45) a (D-25). 
Fue asignado a la 21 Escuadrilla de Destructores. A finales de diciembre de 1961, participó en unas maniobras navales angloespañolas denominadas Spanex 3 en aguas de Malta. En diciembre de 1963, participa en una nueva edición de estas maniobras, esta vez en aguas de Cádiz. En abril de 1967, participó junto a otras unidades navales españolas en las maniobras conjuntas hispano-estadounidenses Spanex'67 en aguas de Cerdeña. En octubre, participó junto con unidades francesas en las maniobras Faraón III
En noviembre de 1975, ante las tensiones que se producían en el Sahara con Marruecos, fue desplegado en Las Palmas de Gran Canaria junto a otros 13 buques de la Armada Española.
En 1983 fue destinado a la Zona Marítima del Cantábrico, desempeñando funciones de patrullero de altura, navío de mando y de representación principal de cada Capitanía General
Tras 28 años de servicio en la Armada Española fue dado de baja el 15 de noviembre de 1988 y vendido para desguace.